# اسپرجن (تنسی)
اسپرجن(به انگلیسی: Spurgeon) شهری در ایالت تنسی کشور ایالات متحده آمریکا است که جمعیت آن در سرشماری سال ۲۰۱۰ میلادی، ۳٬۹۵۷ نفر بوده‌است.